# Stema Budapestei

Stema Budapestei

Actuala Stemă a Budapestei este aceeași care a fost adoptată la unificarea celor trei orașe fondatoare.

## Descriere
Stema este în stil gotic, având un scut francez cu smalț roșu, tripartit în fascie (în brâuri) de o fascie ondulată argintie mai îngustă, câmpul superior roșu conține reprezentarea unui castel auriu (galben) cu un singur turn și o singură poartă, iar câmpul inferior roșu reprezentarea unui castel auriu (galben) cu trei turnuri și două porți. Amândouă porțile sunt deschise și au fondul albastru. Ca suport pe partea dreaptă se situează un leu auriu, iar pe partea stângă un grifon auriu - ambii având gheare. Deasupra scutului se află Sfânta Coroană a Ungariei.

## Semnificația elementelor
Banda ondulată argintie (mai îngustă) reprezintă Dunărea. Castelul auriu (galben) cu un singur turn și o singură poartă (din partea de sus), reprezintă Pesta, iar castelul auriu (galben) cu trei turnuri și două porți (cel din partea de jos), reprezintă Buda. Fondul albastru al porților deschise reprezintă Óbuda. Sfânta Coroană a Ungariei reprezintă statalitatea maghiară. Leul heraldic provine din stema orașulului Buda din timpul lui Ioan Zapolya, iar grifonul provine din fosta stema a Pestei.
Culorile folosite sunt roșu, auriu, albastru și argintiu. Ca urmare, conform regulilor din heraldică, drapelul Budapestei a fost format din culorile roșu, galben (din auriu) și albastru.

## Istoricul stemei
Stema a fost proiectată de artistul-pictor Lajos Friedrich, ca urmare a cererii din 28 aprilie 1873 a Comisiei de Unificare a Orașelor (Pesta, Buda, Óbuda). Elementele au fost aprobate de comisie, având foarte mare importanță legătura cu stemele anterioare ale celor trei orașe. O altă importanță majoră este simplitatea stemei, în conformitate cu regulile heraldicii și referirea la faptul că era stema unei capitale (Sf. Coroană a Ungariei).   
Stema a fost folosită până 1964, dar din 1945 s-a folosit fără coroană deasupra. Între anii 1964 și 1990 a fost folosită o altă stemă.

## Stema între anii 1964 și 1990
La 24 noiembrie 1964, Consiliul Capitalei a adoptat o hotărâre privind noua stemă și folosirea ei. 
Noua stemă a păstrat fondul roșu, banda argintie și cele două castele. Castelul din câmpul inferior a avut pe noua stemă o singură poartă și a fost înlăturat fondul albastru al porților deschise. Au fost înlăturate leul, grifonul și corona, aceasta fiind un simbol nedorit de comuniști. În mijlocul benzii argintii a fost inclusă o stea roșie cu cinci raze. 
În 1990 a fost repusă în uz stema originală, printr-o hotărâre a Consiliului General al Capitalei Budapesta.  

Stema oraşului Óbuda, folosită din 1991 de Primăria Óbuda-Békásmegyer (sectorul al III-lea din Budapesta).
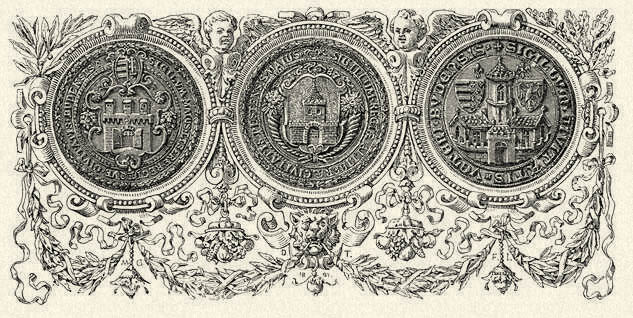
Sigiliile celor trei oraşe fondatoare (din 1873)
Stema comitatului Pest-Pilis-Solt-Kiskun
Stema actuală a Judeţului Pesta.
Stema folosită între anii 1964 – 1990.
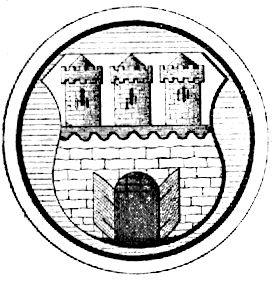
Stema oraşului Buda până anul 1526.
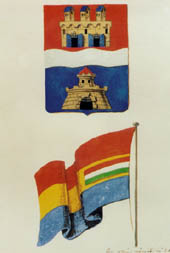
O versiune propusă de Lajos Friedrich a stemei şi a drapelului Budapestei din 1873.
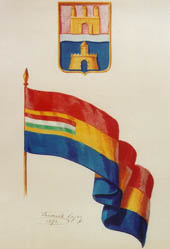
O altă versiune propusă de Lajos Friedrich a stemei şi a drapelului Budapestei din 1873.
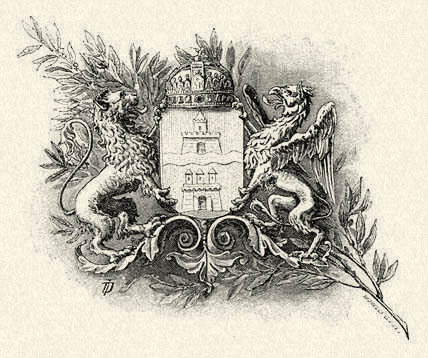
Schiţa stemei finale din 1873.